# Thailändische Streitkräfte
Die Königlich-Thailändischen Streitkräfte (Thai: กองทัพไทย, RTGS: Kong Thap Thai, Aussprache: [kɔːŋ.tʰáp.tʰai]) sind die Streitkräfte des Königreichs Thailand und bestehen aus den Teilstreitkräften Heer, Marine und den Luftstreitkräften mit 361.000 aktiven Soldaten und 200.000 Reservisten (Stand: 2021). Diese werden vom Thailändischen König als Oberbefehlshaber befehligt. Der Wehretat betrug 2023 8,5 Mrd. US-$ und entsprach somit 1,2 % des BIP.  Neben der vietnamesischen Volksarmee sind die Streitkräfte Thailands die stärksten Südostasiens.
Zum thailändischen Militär haben auch Frauen Zugang, ihre Karrieremöglichkeiten sind jedoch eingeschränkt. Es besteht eine zweijährige Wehrpflicht für Männer zwischen 18 und 25 Jahren. Die Streitkraft ist hauptsächlich eine Berufsarmee. Der König ist der Oberbefehlshaber der Streitkräfte. In den letzten Jahrzehnten hat sich die Rolle der thailändischen Streitkräften von der reinen Landesverteidigung hin zu internationalen Aufgaben zum Beispiel an Missionen der Friedenstruppen der Vereinten Nationen geändert. Dabei nahmen 1.600 thailändische Soldaten an der INTERFET in Osttimor teil. Von Oktober 2003 bis September 2004 entsandte Thailand 500 Soldaten in den Irakkrieg. Außerdem werden in Thailand unter dem Namen Cobra Gold seit 1982 jährliche multinationale Manöver abgehalten, an denen Soldaten aus Thailand, den USA, Japan, Singapur, Indonesien, Malaysia und Südkorea teilnehmen.
Die Ausrüstung des thailändischen Militärs stammt größtenteils aus den USA, Großbritannien und China. Mit den USA ist Thailand auch im militärischen Bereich durch zahlreiche bilaterale Abkommen verbunden und bezog in den vergangenen Jahren mehrere Millionen US-Dollar an Unterstützungszahlungen. Im April 2015 wurde für 2016 unter der Militärregierung von General Prayut Chan-o-cha eine Erhöhung des Wehretat um 7 % gegenüber dem Vorjahr beschlossen, auf nun 6,3 Mrd. US-$. Das entspricht fast 8 % des Gesamthaushaltes Thailands. Im Jahr 2005 unter der Regierung Thaksin Shinawatra betrug der Verteidigungsetat gerade mal 1,8 % des Gesamthaushaltes.

## Leitung
Formelle Oberbefehlshaber sind der Verteidigungsminister und der Supreme commander of the armed forces, wobei die Oberkommandierenden der drei Teilstreitkräfte den meisten Einfluss haben.
- Oberkommandierender: König Maha Vajiralongkorn
- Verteidigungsminister: Phumtham Wechayachai[1]
- Generalstabschef: General Songwit Noonpackdee[1]

## Heer

Flagge des Königlichen Heeres

Das Königliche Thailändische Heer (กองทัพบกไทย; [kɔːŋ tʰáp bòk tʰaj]) ist die älteste Teilstreitkraft. Es wurde 1874 aufgestellt und bestand 2021 aus 245.000 Soldaten. Das Motto lautet „Für die Nation, Religionen, König und das Volk“ (เพื่อชาติ ศาสน์ กษัตริย์ และประชาชน).
Zum Heer gehört auch die Königliche Garde (ทหารรักษาพระองค์; [tʰa.hăːn.rák.săː.prá.ʔɔːŋ]). Das Heer verfügt über 282 Kampfpanzer, 15 leichte Panzer und 970 Transportpanzer. Armeechef ist General Charoenchai Hinthao. Die Chulachomklao-Militärakademie in Nakhon Nayok bildet das Offizierskorps des Heeres aus.
Im Jahre 2011 gab das thailändische Oberkommando die Bestellung von 49 Kampfpanzern des ukrainischen Typs T-84 Oplot bekannt. Sie ersetzen die veralteten M41 Walker Bulldog. Im Juni 2016 wurden die ersten 12 Fahrzeuge ausgeliefert, die weiteren sind im Zulauf. Der Gesamtpreis beläuft sich auf  7,2 Milliarden Baht. Sie werden dem  2nd Cavalry Battalion der Königlichen Garde in Fort Chakkraphongse, (Prachin Buri) zugeteilt.
Im Jahre 2017 gab das thailändische Oberkommando bekannt, zusätzlich bis zu 150 chinesische Kampfpanzer des Typs VT-4 (MBT3000) bestellen zu wollen. Im Oktober 2017 waren 28 Stück ausgeliefert, 21 Stück im Zulauf.

## Luftstreitkräfte

Flagge der Königlich Thailändischen Luftwaffe

Die Königlich Thailändische Luftwaffe (กองทัพอากาศไทย; [kɔːŋ tʰáp ʔaːkàːt tʰaj]) besteht seit 1911 und hatte 2021 eine Stärke von 46.000 Soldaten. Die Royal Thai Air Force ist in vier Divisionen, eine Flugschule und einige direkt unterstellte Einheiten gegliedert. Jede Division ist in zwei bis drei Geschwader (Wings) aufgeteilt, die wiederum in Staffeln unterteilt sind.
Sie ist mit 92 Kampfflugzeugen, 39 Transportflugzeugen und 25 Hubschraubern ausgerüstet. Seit 2010 wurden verschiedene Neuanschaffungen vorgenommen. So wurden zwölf Jagdflugzeuge Saab JAS-39 Gripen, drei Transportflugzeuge Saab 340 und drei Transporthubschrauber Sikorsky S-92 angeschafft.
Kommandeur ist Air Chief Marshal Seksan Kantha.

## Marine

Flagge der Königlichen Marine

Die Königlich Thailändische Marine (กองทัพเรือไทย; [kɔːŋ.tʰáp.rʉa.tʰai]) hatte 2021 eine Stärke von 69.850 Soldaten. Sie verfügt über einen Flugzeugträger (Chakri Naruebet), 10 Fregatten, 4 Korvetten, 42 Patrouillenboote sowie 15 Militärhubschrauber. Zur Marine gehört auch die Königliche Marineinfanterie mit 18.000 Soldaten. Der Hauptmarinestützpunkt ist das Sattahip Naval Base im Amphoe Sattahip (Provinz Chonburi). Chef der Marine ist Admiral Adung Phan-iam. Es gibt drei Regionalkommandos:
1. Golf von Thailand Nord
2. Golf von Thailand Süd
3. Andamanensee

Die Thailändische Marineakademie besteht seit 1952 und befindet sich in Samut Prakan.
Die Marineflieger sind in U-Tapao sowie Chanthaburi Airstrip stationiert.

## Wehrpflicht
Die Wehrpflicht besteht für Männer ab 21 Jahren und umfasst eine Dienstpflicht von zwei Jahren. Welche Wehrpflichtigen tatsächlich den Wehrdienst ableisten müssen, wird per Los bestimmt. Dabei muss eine Quote der einzuziehenden jungen Männer je Provinz erfüllt werden. Es gibt aber auch die Möglichkeit, sich freiwillig zum Wehrdienst zu melden, wodurch die Dauer der Wehrpflicht auf sechs Monate verkürzt wird. Vor allem Söhne wohlhabender Familien versuchen dem Wehrdienst zu entgehen, indem sie sich in Provinzen anmelden, die für eine hohe Zahl von Freiwilligen bekannt sind. Außerdem ist vom Wehrdienst befreit, wer bereits in der Oberschule das freiwillige, dreijährige Wehrerziehungsprogramm der Reservekräfte (thailändisch Nak Sueksa Wicha Thahan, wörtlich „Studenten der Militärkunde“) durchlaufen hat. Im Jahr 2015 erwägt die Regierung jedoch, diese Freistellung aufzuheben, weil so viele Jungen daran teilnehmen, dass nicht mehr genügend zum eigentlichen Wehrdienst eingezogen werden können.

## Einfluss im Staat
Die thailändischen Streitkräfte besitzen große Macht und hohen Einfluss im Staat. Die Teilstreitkräfte besitzen Fernseh- und Radiosender so zum Beispiel die TV-Sender Thai TV5, TGN (bis 2023) sowie BBTV Channel 7 und sind an der TMB Bank beteiligt. Außerdem werden zahlreiche Flughäfen in Thailand militärisch und gleichzeitig zivil genutzt. Somit stehen dem Militär zusätzliche Einnahmequellen zur Verfügung.
Immer wieder greift das Militär in die Politik des Landes ein, so beim Volksaufstand in Thailand 1973. Im Oktober 1973 schoss die Armee auf Demonstranten, was zahlreiche Todesopfer forderte. Es folgte eine Phase von Repressionen und politischer Säuberungen gegen vermutete Kommunisten. Die folgenden Militärregierungen waren nur  kurzlebig.
Von 1988 an hatte Thailand eine gewählte Regierung, die allerdings 1991 wieder durch einen Militärputsch gestürzt wurde. Die durch diesen Putsch an die Macht gekommene Regierung von Suchinda Kraprayoon (damals Oberkommandierender des Heeres) war mit heftigen Bürgerprotesten konfrontiert, die sie im „Schwarzen Mai“ 1992 gewaltsam niederzuschlagen versuchte. Kurz darauf musste sie zurücktreten. Erst im Jahr 1992 ging die Macht über einen längeren Zeitraum wieder an eine Zivilregierung über.
Am 19. September 2006 wurde die geschäftsführende Regierung unter Thaksin Shinawatra durch einen Staatsstreich des Militärs unter General Sonthi Boonyaratglin gestürzt. Damit übernahm das thailändische Militär nach 15 Jahren ziviler Regierung wieder die politische Macht im Land. Die Junta setzte daraufhin eine Übergangsregierung ein, die ein Jahr lang amtierte. Es wurde eine neue Verfassung ausgearbeitet die vom Volk in einem Referendum angenommen wurde.
Abermals übernahm das Militär am 22. Mai 2014 nach Protesten die Macht. Seitdem übte General Prayut Chan-o-cha die Regierungsgewalt aus. Nach den ersten Parlamentswahlen nach dem Putsch im März 2019 konnte Prayut Chan-o-cha mithilfe einer Koalition aus 19 Parteien weiterregieren.
Nach über neun Jahren Militärregierung wurde infolge der Parlamentswahl 2023 nach zähen Verhandlungen wieder eine Zivilregierung unter Srettha Thavisin vom König bestätigt. Jedoch durfte der prodemokratische Wahlsieger Pita Limjaroenrat nicht Regierungschef werden, weil er u. a. durch dem Militär nahestehende Senatoren nicht gewählt wurde. Zudem urteilte das Verfassungsgericht, dass Pitas Mandat aufgrund von anhaltenden Ermittlungen ausgesetzt wird. Ihm wird vorgeworfen, dass er während des Wahlkampfes Anteile an einem Medienunternehmen besessen haben soll. Dies wäre ein Verstoß gegen die thailändischen Wahlkampfvorschriften.